# 日の丸行進曲

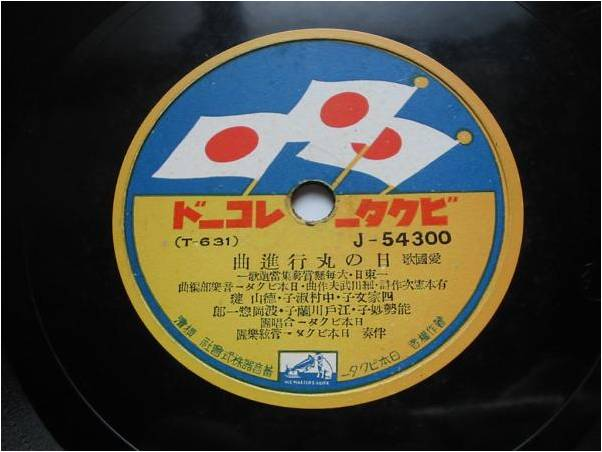
日の丸行進曲

『日の丸行進曲』（ひのまるこうしんきょく）は、1938年（昭和13年）3月10日にビクターレコードから発売された国民歌。レコード番号J-54300。
大阪毎日新聞、東京日日新聞が募集した懸賞歌で、1938年2月11日から2月28日まで募集し、応募数は2万3805通であった。そして、同年3月10日に発表された。
作詞は有本憲次、作曲は細川武夫。吹き込みは、徳山璉、波岡惣一郎、四家文子、中村淑子、能勢妙子、江戸川蘭子で、神田今川橋のビクタースタジオではなく赤坂溜池の三会堂ビルの最上階講堂を使用して録音されたので残響が豊かである。伴奏は日本ビクター管絃楽団と表記されているが、間奏部分の金管楽器の演奏技量・内藤清五遺品のレコード・特約店に配布の広報誌ビクターの録音当日の写真が伴奏楽団を避ける構図である事から海軍軍楽隊の隊員の一部が参加している可能性が高い。
ビクターの大宣伝も功を奏し、15万枚のレコードを売った。
|   | 曲名         | 作詞     | 作曲     | 編曲 | 歌                                                           |
| - | ------------ | -------- | -------- | ---- | ------------------------------------------------------------ |
| A | 日の丸行進曲 | 有本憲次 | 細川武夫 |      | 徳山璉、波岡惣一郎、四家文子、中村淑子、能勢妙子、江戸川蘭子 |
| B | 日章旗の下に | 佐藤春夫 | 中山晋平 |      | 四家文子、波岡惣一郎                                         |

## 歌詞
一、 

母の背中に　ちさい手で

振つたあの日の　日の丸の

遠いほのかな　思ひ出が

胸に燃え立つ　愛国の

血潮の中に　まだ残る
二、

梅に桜に　また菊に

いつも掲げた　日の丸の

光仰いだ　故郷の家

忠と考とを　その門で

誓つて伸びた　健男児
三、

ひとりの姉が　嫁ぐ宵

買つたばかりの　日の丸を

運ぶ箪笥の　抽斗へ

母が納めた　感激を

今も思へば　目がうるむ
四、

去年の秋よ　強者に

召出だされて　日の丸を

敵の城頭　高々と

一番乗りに　うち立てた

手柄はためく　勝ちいくさ
五、

永久に栄える　日本の

国の章の　日の丸が

光そゝげば　果てもない

地球の上に　朝が来る

平和かゞやく　朝がくる